# Западный Манггарай
Западный Манггарай (англ. West Manggarai) ― округ в составе индонезийской провинции Восточная Нуса-Тенгара. Расположен на острове Флорес. Создан 25 февраля 2003 года за счёт выделения западны районов округа Манггарай. Площадь составляет 3 129,00 км2, население по переписи 2020 года. Официальная оценка на середину 2024 года составляла 276 284 человека (в том числе 138 748 мужчин и 137 536 женщин). Административный центр — Лабуан-Баджо.

## География
Округ занимает западную оконечность острова Флорес и несколько небольших островов, в основном лежащих к западу от него, наиболее значительными по площади среди которых являются острова Комодо и Ринча. Площадь округа составляет 10 179,00 квадратных километров, включая сушу площадью 3 129,00 квадратных километров и морскую акваторию площадью 7 050 квадратных километров.

## Социально-экономическое развитие
Для округа, как и для острова Флорес в целом, характерен длительный и жаркий сухой сезон. В последние годы были запущены программы по посадке деревьев, которые помогают улучшить местную окружающую среду, в т. ч. сахарных пальм.
Возможности для получения образования в регионе ограничены, особенно в отдаленных районах. Некоторые неправительственные организации помогают поставлять книги для детей в отдаленные деревни.
Предпринимаются усилия для развития туристической индустрии, например, за счёт создания местных танцевальных труппы и продвижения местной кухни. 
Гора Мбелилинг высотой 1325 метров пользуется некоторой популярностью у альпинистов. Местность вокруг горы Мбелилинг, отличающаяся богатой орнитофауной, привлекает группы любителей наблюдения за птицами.
Сано-Нгоанг ― озеро в кратере вулкана площадью 513 гектаров глубиной около 600 метров принадлежит к числу наиболее глубоких кальдерных озёр мира.
В конце августа 2013 года местные власти объявили все прибрежные воды округа на расстоянии до 12 морских миль от берега (площадь которых составляет 7000 квадратных километров) заповедником для акул и скатов-мант (включая акваторию острова Комодо).
Национальный парк Комодо был основан в 1980 году для защиты Комодского варана, крупнейшей в мире ящерицы. В 1991 году национальный парк был объявлен объектом всемирного наследия ЮНЕСКО..